# Primeiro-ministro da República Árabe Saaraui Democrática
O Primeiro-ministro da República Árabe Saaraui Democrática é o chefe de governo da República Árabe Saaraui Democrática (RASD), um governo no exílio com sede nos campos de refugiados saharauis de Tindouf, na Argélia. O cargo de primeiro-ministro é ocupado por Bucharaya Hamudi Beyun desde 13 de janeiro de 2020.

## Primeiros-ministros da República Árabe Saaraui Democrática (1976–presente)
| Nº  | Primeiro-ministro | Primeiro-ministro              | Início do mandato       | Fim do mandato          | Partido   | Ref. |
| --- | ----------------- | ------------------------------ | ----------------------- | ----------------------- | --------- | ---- |
| 1   |                   | Mohamed Lamine Ould Ahmed      | 27 de fevereiro de 1976 | 4 de novembro de 1982   | Polisário | —    |
| 2   |                   | Mahfoud Ali Beiba              | 4 de novembro de 1982   | 18 de dezembro de 1985  | Polisário | —    |
| (1) |                   | Mohamed Lamine Ould Ahmed      | 18 de dezembro de 1985  | 16 de agosto de 1988    | Polisário | —    |
| (2) |                   | Mahfoud Ali Beiba              | 16 de agosto de 1988    | 18 de setembro de 1993  | Polisário | —    |
| 3   |                   | Bucharaya Hamudi Beyun (1954–) | 18 de setembro de 1993  | 8 de setembro de 1995   | Polisário | —    |
| (2) |                   | Mahfoud Ali Beiba              | 8 de setembro de 1995   | 10 de fevereiro de 1999 | Polisário | —    |
| (3) |                   | Bucharaya Hamudi Beyun (1954–) | 10 de fevereiro de 1999 | 29 de outubro de 2003   | Polisário | —    |
| 4   |                   | Abdelkader Taleb Omar (1951–)  | 29 de outubro de 2003   | 4 de fevereiro de 2018  | Polisário | —    |
| 5   |                   | Mohamed Wali Akeik (1950–)     | 4 de fevereiro de 2018  | 13 de janeiro de 2020   | Polisário | —    |
| (3) |                   | Bucharaya Hamudi Beyun (1954–) | 13 de janeiro de 2020   | Incumbente              | Polisário | —    |